# Френч-прес

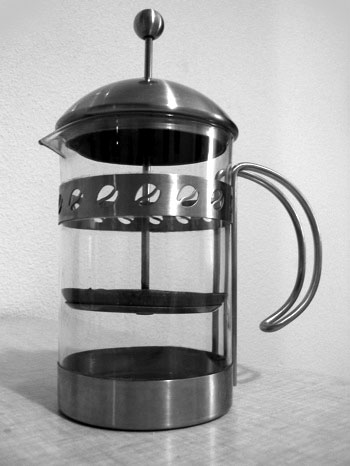
Френч-прес

Френч-прес (англ. French press — «французький прес») — назва пристрою для приготування меленої кави, а також сам спосіб приготування кави методом настоювання та віджимання. Винайдений та запатентований італійським дизайнером Атіліо Калімані 1929 року і не має ніякого відношення до Франції. Пристрій було названо так, щоб краще продавався[джерело?].

## Методика приготування
Мелена кава (переважно, спеціально крупнопомолота для френч-преса) заливається гарячою водою температурою близько 90 градусів, і настоюється протягом деякого часу. Потім, натисканням зверху рукою на вертикальний стрижень, що проходить посередині чайника, опускається зверху вниз спеціальний сітчастий фільтр, який відокремлює напій від кавової гущі. Таким чином, гуща виявляється притиснутою горизонтальним фільтром на дно, а відфільтрована кава знаходиться в чайнику над фільтром.
Методика
- Вибір помелу. Нейлонові фільтри здатні утримувати дрібний помел, металеві — придатні для грубого помелу. Розмір помелу визначає, як сильно тиснути на фільтр: дрібніший помел — більший тиск на фільтр.
- Кількість кави. Використовуючи столову ложку додайте 8,5 грамів свіжомеленої кави на 100 мл води.

- Температура води. Не доводячи воду до кипіння в чайнику, коли вода починає біліти (приблизно 90 градусів).

- Час заварювання. Дайте настоятися 3-4 хвилини.

- Робота з френч-пресом. Кава заварюється, але поршень не використовується; натомість використовується блюдце протягом усього часу заварювання; за допомогою двох ложок витягується кавова гуща, застосовується поршень і готову каву розливають у чашки.